# Stobrawa (Fluss)
Die Stobrawa (deutsch Stober) ist ein rechtsseitiger Zufluss der Oder im Südwesten von Polen. Er entspringt in der Woiwodschaft Opole ca. vier Kilometer südlich der Stadt Olesno (Rosenberg) und mündet nach 95 Kilometern in der Nähe gleichnamigen Dorfes Stobrawa (Stoberau) bei Brzeg (Brieg) in die Oder. Bei seinem bogenartigen Verlauf von Ost nach West quert die Stobrawa westlich von Kluczbork (Kreuzburg) bis zu seiner Mündung das Landschaftsschutzgebiet Stobrawski Park Krajobrazowy, das nach dem Fluss benannt wurde. Die größte Stadt am Stobrawa ist Kluczbork.